# 변계
변계(遍計)의 문자 그대로의 뜻은 '두루 ~라고 헤아린다', '널리 ~라고 헤아린다', '일반적으로 또는 보편적으로 ~라고 헤아린다'이다. '헤아린다'라는 뜻의 한자어 계(計)는 전통적인 용어인 계탁(計度) 또는 계탁분별(計度分別)의 줄임말이다. 계탁분별을 줄여서 그냥 분별(分別)이라고도 한다. 계 · 계탁 · 계탁분별 · 분별을 순한글로는 일반적으로 헤아림이라고 한다.
계 · 계탁 · 계탁분별 · 분별 · 헤아림은 특히 제6의식의 작용을 말하는 것으로, 사물에 대해 생각[量]하고 사유(思惟: 특히 심사숙고)하고 구별[分別]하고 추론하고 판단하는 것을 말한다. (이하 '계 · 계탁 · 계탁분별 · 분별 · 헤아림'을 가리키는 낱말로서 '계탁분별'을 사용한다.)
《아비달마구사론》 제2권에 따르면 계탁분별의 본질적 성질 즉 본질은 제6의식과 상응하는 산혜(散慧) 즉 산란된 지혜이다. 그리고 산란된 지혜[慧]는 선정[定]에 의해 나타나는 '바른 지혜' 또는 선정에 든 상태일 때 나타나는 '바른 지혜'가 아닌 다른 형태의 지혜를 말한다. 즉 무루혜가 아닌 유루의 지혜인 문혜 · 사혜 · 수혜의 3혜 또는 여기에 생득혜를 더한 4혜를 말한다.
계탁분별의 정의인 '생각하고 사유하고 구별하고 추론하고 판단하는 것' 그 자체에는 본래 부정적인 의미가 없지만, 선정[定]에 의해 나타나는 바른 지혜, 즉 무루혜가 아니라는 점에서 불교 일반에서는 계탁분별이라는 용어를 부정적인 의미로 사용하는 경우가 많다. 특히 변계(遍計)라는 낱말의 문맥에서의 계탁분별, 즉 계(計) · 계탁 · 분별 · 헤아림은 항상 부정적인 의미인 그릇된 헤아림의 뜻으로 사용된다.
즉, 변계(遍計)라는 낱말의 문맥에서의 계탁분별은 미혹한 상태의 제6의식, 즉 깨닫지 못한 상태의 제6의식, 즉 아직 전의(轉依: 識이 智로 바뀌는 질적 변형)를 획득하지 못한 제6의식을 토대로 무상한 존재인 사람[人: 즉 5온의 가화합]과 법(法)에 대해 실아(實我)가 존재하고 실법(實法)이 존재한다라고 두루[遍] 헤아리는 것, 즉 자신과 주위의 모든 사물에 대해 보편적으로 언제나 그렇게 생각하고 믿으며 또한 이러한 생각과 믿음을 바탕으로 대상을 구별하고 추론하고 판단하는 것을 말한다. 달리 말하면, 제6의식이 자신의 인식대상인 일체만법에 대해 보편적으로 언제나 아집(我執)과 법집(法執)의 2가지 집착[二執]을 일으키는 것을 말한다. 이런 뜻에서 계(計) · 계탁 · 계탁분별 · 분별 · 헤아림을 보통 불교 일반에서는 허망한 분별 또는 그릇된 분별이라고 한다.
한편, 유식유가행파의 교학에 따르면, 제7말나식도 계탁을 하지만, 두루 즉 '주위의 일체의 모든 것'에 대해 보편적으로 항상 계탁하지는 않는다. 대신, 제7말나식은 '아뢰야식의 견분(見分)'을 자신의 실아라고 여기는 근본 무명을 비롯한 4번뇌를 항상 일으킨다.
변계(遍計)라는 낱말이 사용된 불교 용어로는, 변계소집성(遍計所執性) · 변계소기색(遍計所起色) · 능변계(能遍計) · 소변계(所遍計) 등이 있다.

## 같이 보기
- 반야(지혜)
- 제6의식
- 제7말나식

## 참고 문헌
- 곽철환 (2003). 《시공 불교사전》. 시공사 / 네이버 지식백과. |title=에 외부 링크가 있음 (도움말)
- 세친 지음, 현장 한역, 권오민 번역 (K.955, T.1558). 《아비달마구사론》. 한글대장경 검색시스템 - 전자불전연구소 / 동국역경원. K.955(27-453), T.1558(29-1). |title=에 외부 링크가 있음 (도움말)
- 운허.  동국역경원 편집, 편집. 《불교 사전》. |title=에 외부 링크가 있음 (도움말)
- 호법 등 지음, 현장 한역, 김묘주 번역 (K.614, T.1585). 《성유식론》. 한글대장경 검색시스템 - 전자불전연구소 / 동국역경원. K.614(17-510), T.1585(31-1). |title=에 외부 링크가 있음 (도움말)
- (중국어) 星雲. 《佛光大辭典(불광대사전)》 3판. |title=에 외부 링크가 있음 (도움말)
- (중국어) 세친 조, 현장 한역 (T.1558). 《아비달마구사론(阿毘達磨俱舍論)》. 대정신수대장경. T29, No. 1558, CBETA. |title=에 외부 링크가 있음 (도움말)
- (중국어) 호법 등 지음, 현장 한역 (T.1585). 《성유식론(成唯識論)》. 대정신수대장경. T31, No. 1585, CBETA. |title=에 외부 링크가 있음 (도움말)